# نعناع كارنتني
نعناع كارنتني (الاسم العلمي:Mentha carinthiaca) هو نوع هجين من النباتات يتبع جنس النعناع من الفصيلة الشفوية.